# 이만희 (정치인)
이만희(李晩熙, 1963년 12월 11일~)는 대한민국의 정치인으로 제20·21·22대 국회의원이다.

## 학력
- 영천국민학교 졸업
- 영동중학교 졸업
- 대구고등학교 졸업
- 경찰대학교 법과대학 법학·경찰학 학사
- 고려대학교 정책대학원 행정학 석사

## 주요 이력
- 2002년: 경북지방경찰청 방범과장
- 2003년: 영천경찰서 서장
- 2004년: 경찰청 외사수사과 과장
- 2007년: 서울성동경찰서 서장
- 2008년: 서울지방경찰청 형사과 과장
- 2009년: 경기지방경찰청 제3부 부장
- 2010년 12월: 대통령실 치안비서관
- 2011년 11월: 제23대 경북지방경찰청 청장
- 2012년 경찰청: 기획조정관
- 2013년 4월~2013년 12월: 제28대 경기지방경찰청 청장
- 2016년 5월~2016년 12월: 새누리당 원내부대표
- 2016년 5월~2020년 5월: 제20대 국회의원 (경북 영천시, 청도군), 초선
  - 2016년 6월~2016년 12월: 제20대 국회 국회운영위원회 위원
  - 2016년 6월:  제20대 국회 농림축산식품해양수산위원회 위원
  - 2016년 7월~2017년 6월: 제20대 국회 미래일자리 특별위원회 위원
  - 2016년 7월~2016년 10월: 제20대 국회 가습기살균제 사고 진상규명과 피해구제 및 재발방지 대책마련을 위한 국정조사특별위원회 위원
  - 2016년 11월~2017년 1월: 박근혜 정부의 최순실 등 민간인에 의한 국정농단 의혹사건 진상규명을 위한 국정조사특별위원회 위원
  - 2017년 8월~2018년 5월: 제20대 국회 농림축산식품해양수산위원회 간사
  - 2018년 7월~2020년 5월: 제20대 국회 후반기 농림축산식품해양수산위원회 위원
  - 2018년 12월~2019년 8월: 제20대 국회 후반기 운영위원회 위원
  - 2019년 8월~2020년 5월: 제20대 국회 후반기 운영위원회 위원
  - 2019년 8월: 제20대 국회 정치개혁 특별위원회 위원
- 2017년~2018년 6월: 자유한국당 정책위원회 농림축산식품해양수산 정책조정위원장
- 2017년 2월: 자유한국당 당헌당규개정특별위원회 위원
- 2017년 4월~2017년 5월: 제19대 대통령선거 자유한국당 홍준표 후보 경북선거대책위원회 총괄본부장
- 2017년 4월~2017년 5월: 제19대 대통령선거 자유한국당 홍준표 후보 중앙선거대책위원회 공명선거추진단
- 2017년 4월~2017년 5월: 제19대 대통령선거 자유한국당 홍준표 후보 중앙선거대책위원회 국민안전대책위원장
- 2017년 7월~2019년 9월: 자유한국당 인권위원장
- 2017년 10월: 자유한국당 정치보복대책특별위원회 위원
- 2018년 12월~2020년 2월: 자유한국당 경북도당 영천·청도 당협위원장
- 2018년 12월: 자유한국당 원내부대표 겸 원내대변인
- 2019년 3월: 자유한국당 좌파독재저지특별위원회 위원
- 2019년 6월~2019년 9월: 자유한국당 2020 경제대전환 위원회 경쟁력 강화 분과위원
- 2019년 6월~: 한국 4-H본부 자문위원
- 2019년 9월: 자유한국당 아프리카 돼지열병 대책 마련을 위한 태스크포스 위원
- 2019년 11월: 4·15총선 자유한국당 총선기획단 위원
- 2020년 2월: 미래통합당 경북도당 영천·청도 당협위원장
- 2020년 5월~2024년 5월: 제21대 국회의원(경북 영천시, 청도군), 재선
  - 2020년 7월~2024년 5월: 국회 포스트코로나 경제연구포럼 구성의원
  - 2020년 7월~2021년 9월: 제21대 국회 전반기 농림축산식품해양수산위원회 간사
  - 2020년 9월: 제21대 국회 전반기 농림축산식품해양수산위원회 농림축산식품법안심사소위 위원
  - 2020년 9월: 제21대 국회 전반기 농림축산식품해양수산위원회 예산결산심사소위원회 위원장
  - 2020년 9월~2022년 5월: 제21대 국회 전반기 윤리특별위원회 위원
  - 2021년 7월~2021년 9월: 제21대 국회 전반기 예산결산특별위원회 위원
  - 2021년 9월~2022년 2월: 제21대 국회 전반기 예산결산특별위원회 간사
  - 제21대 국회 전반기 예산결산특별위원회 결산심사소위원회 위원
  - 제21대 국회 전반기 예산결산특별위원회 예산안등조정소위원회 위원
  - 2021년 9월~2022년 5월: 제21대 국회 전반기 농림축산식품해양수산위원회 위원
  - 2022년 3월~2022년 5월: 제21대 국회 전반기 예산결산특별위원회 위원
  - 2022년 7월~2023년 10월: 제21대 국회 후반기 행정안전위원회 간사
    - 제21대 국회 후반기 행정안전위원회 법안심사 제2소위원회 위원장

  - 2022년 7월~2022년 8월: 중앙선거관리위원회 위원(남래진) 선출에 관한 인사청문특별위원회 간사
  - 2022년 11월~2023년 11월: 제21대 국회 정치개혁 특별위원회 위원
    - 제21대 국회 정치개혁특별위원회 정치관계법개선소위원회 위원

  - 2022년 11월~2023년 1월: 제21대 국회 용산 이태원 참사 진상규명과 재발방지를 위한 국정조사 특별위원회 간사
  - 2023년 10월~2024년 5월: 제21대 국회 후반기 행정안전위원회 위원
- 2020년 7월~2020년 9월: 미래통합당 경북도당 위원장
- 2020년 9월~2021년 7월: 국민의힘 경북도당 위원장
- 2020년 9월: 국민의힘 호남 동행 국회의원 발대식 명예의원(전라남도 화순군)
- 국민의힘 영천·청도 당협위원장
- 2020년 10월: 국민의힘 약자와의 동행 위원회 현장동행분과위원
- 2021년 3월~2021년 4월: 국민의힘 4·7재보궐선거 서울시장 보궐선거 선거대책위원회 명예선대본부장
- 2021년 7월: 국민의힘 정책조정위원회 제2정조위원장
- 2021년 7월~2021년 8월: 국민의힘 대선경선준비위원회 위원
- 2021년 8월~2021년 11월: 국민의힘 윤석열 제20대 대통령 선거 예비후보 국민캠프 지역본부 권역별 선거대책위원회 경상북도 선거대책위원장
- 2021년 9월~2022년 2월: 국민의힘 제20대 대통령선거 공약개발단 '시민소리 혁신정책회의' 농림축산식품해양공약단장
- 2021년 11월~2022년 1월: 국민의힘 선거대책위원회 윤석열 대통령 후보 직속 수행단장
- 2021년 12월~2022년 3월: 국민의힘 제20대 대통령선거 경북을 살리는 선거대책위원회 선거대책위원장단 공동선거대책위원장
- 2021년 1월~2022년 3월: 국민의힘 제20대 대통령선거 선거대책본부 윤석열 대통령 후보 직속 수행단장
- 2022년 9월~2023년 3월: 국민의힘 정책조정위원회 제3정조위원장(운영·법사·행안 분야)
- 2022년 11월~2022년 12월: 국민의힘 이태원 사고조사 및 안전대책 특별위원회 위원장
- 2023년 4월~2023년 10월: 국민의힘 정책위원회 수석부의장 겸 정책조정위원회 제3정조위원장(운영·법사·행안 분야)
- 2023년 4월: 국민의힘 전세 사기 피해 대책을 마련하기 위한 당내 TF 위원
- 2023년 5월~2023년 8월: 국민의힘 시민사회 선진화 특별위원회 위원
- 2023년 10월~2023년 12월: 국민의힘 사무총장
- 2023년 11월~2023년 12월: 국민의힘 공정선거 제도개선 특별위원회 위원
- 2023년 11월~2023년 12월: 국민의힘 총선기획단 단장
- 2024년 3월~2024년 4월: 국민의힘 4·10 총선 중앙선거대책위원회 총괄선거대책본부 종합상황실장
- 2024년 5월~: 제22대 국회의원(경북 영천시, 청도군), 3선
  - 2024년 6월~: 국회 인구와 기후 그리고 내일 과학기술(내일) 분과위원장
  - 2024년 6월~2024년 6월: 제22대 국회 전반기 행정안전위원회 위원
  - 2024년 6월~2025년 1월: 제22대 국회 전반기 농림축산식품해양수산위원회 위원
    - 제22대 국회 전반기 농림축산식품해양수산위원회 농림축산식품법안심사소위원회 위원
    - 제22대 국회 전반기 농림축산식품해양수산위원회 청원심사소위원회 위원

  - 자유경제포럼 구성의원
  - 2025년 1월~2025년 5월: 제22대 국회 전반기 행정안전위원회 위원
  - 2025년 3월~: 2025 APEC(아시아태평양경제협력체) 정상회의 지원 특별위원회 간사
  - 2025년 5월~ 제22대 국회 전반기 농림축산식품해양수산위원회 위원
- 2025년 4월~: 국회 산불피해지원대책 특별위원회 위원
- 2024년 6월~2024년 7월: 국민의힘 정책위원회 산하 시급한 민생 현안 해결을 위한 재난안전특별위원회 위원장
- 2024년 9월~: 국민의힘 호남동행 국회의원 발대식 명예의원(전라남도 화순군)
- 2025년 3월~: 국민의힘 산불재난대응 특별위원회 위원장
- 2025년 4월~2025년 4월: 국민의힘 나경원 제21대 대통령 선거 경선후보 나경원 캠프 정책총괄본부장
- 2025년 5월~2025년 6월: 제21대 대통령 선거 국민의힘 김문수 대통령 후보 경북 선거대책위원회 상임고문
- 2025년 5월~2025년 6월: 제21대 대통령 선거 국민의힘 김문수 대통령 후보 직속 수행단장

## 논란

### 청문회 위증 지시 의혹
최순실 청문회에서 박헌영 전 K스포츠재단 과장에게 위증을 하도록 지시했다는 의혹이 있다
고영태는 2016년 12월 13일 <월간중앙>에 “박헌영 전 K스포츠재단 과장이 새누리당의 한 의원과 사전에 입을 맞추고 4차 청문회에서 위증을 할 것”이라고 말했다.
새누리당의 한 의원이 박 전 과장에게 “최 씨와 일하며 태블릿PC를 본 적이 있느냐”고 물으면 “(최씨가 아닌) 고씨가 들고 다니는 것을 봤다. 한 번은 태블릿PC 충전기를 구해 오라 고도 했다”는 이야기로 진행될 것이라 게 고씨의 주장이었다.
그런데 이틀 후인 2016년 12월 15일 청문회에서 이만희 새누리당 의원과 박 전 과장의 질의응답 과정에서 고씨가 사전에 예고한 내용이 대부분 그대로 재연됐다. 이 의원의 질문에 박 전 과장은 “태블릿을 고영태 씨가 들고 다녔고, 저한테 충전기를 사 오라고 시켰다"고 답했다.이 일로 이만희 의원이 ‘최순실 태블릿PC’와 관련해 박 전 과장에게 위증하도록 했다는 의혹이 제기됐다. 이에 대해 이만희 의원은 결코 위증지시 한 의혹이 없다며 청문회 국조위원 사퇴를 거부하였다.

### 세비반납 공약 파기 논란
지난 2016년 4월13일 치러진 국회의원 선거에 출마한 현 이만희 의원등 당시 새누리당 소속 후보자 40명은 국민을 상대로 조건부 세비 반납 약속을 했다.
이들은 갑을개혁, 일자리규제개혁, 청년독립, 4050자유학기제, 마더센터 등 대한민국을 위한 5대 개혁과제를 2017년 5월 31일까지 이행하지 못하면 1년치 세비를 국가에 기부 형태로 반납하겠다고 공언하였으며 .계약서를 작성하고“우리는 ‘대한민국과의 계약’에 서약합니다”라며 “서명일로부터 1년 후인 2017년 5월31일에도 5대 개혁과제가 이행되지 않을 경우, 새누리당 국회의원으로서 1년치 세비를 국가에 기부 형태로 반납할 것임을 엄숙히 서약합니다”라고 썼다. 거기다가 신문에 전면광고를 내고 이 광고를 1년간 보관해달라고 하였다. 이 약속에 이름을 올린 당시 후보는 40명이다. 이들 중 당선자는 27명(강석호, 강효상, 김광림, 김명연, 김무성, 김성태, 김순례, 김정재, 김종석, 박명재, 백승주, 오신환, 원유철, 유의동, 이만희, 이완영, 이우현, 이종명, 이철우, 장석춘, 정유섭, 조훈현, 정준길, 지상욱, 최경환, 최교일, 홍철호)에 달한다.
그러나 국정농단 사태가 벌어지면서 5대과제의 이행은 하나도 되지 않았다. 공약 후 1년이 다되어 세비반납 공약이 논란이 되자 자유한국당 의원들은 이날 보도자료를 통해 "20대 총선에서 당선된 자유한국당 의원은 지난 1년간 5대 개혁과제 법안을 발의함으로써 계약 내용을 이행했다”고 말하였다.
그런데 이중 노동개혁을 위한 고용정책기본법 개정안은 마감 시한인 31일 전날 오전 발의됐되었으며 이들이 앞서 발의한 5개 법안은 이행이 된것이 하나도 없이 모두 해당 상임위에 계류 중인 상태다. 이를 두고 '법안 통과가 되지 않았는데 개혁 과제를 이행했다고 볼 수 있는가', 또 '세비 반납을 피하기 위해 졸속 발의한 것 아닌가' 등의 비판이 일고 있으며 약속했던 세비 반납의 조건이 '과제 이행' 여부였다는 점에서 법안 발의만으로는 약속을 이행했다고 할 수 있는지에 대해서는 논란이 되고 있다.

## 역대 선거 결과
|  | 51.43% |

|  | 64.63% |

|  | 62.88% |

## 소속 정당
| 소속 정당 | 소속 정당  | 소속 기간 | 비고      |
| --------- | ---------- | --------- | --------- |
|           | 새누리당   | 2015~2017 | 정계 입문 |
|           | 자유한국당 | 2017~2018 | 당명 변경 |
|           | 미래통합당 | 2020      | 합당      |
|           | 국민의힘   | 2020~현재 | 당명 변경 |

## 같이 보기
- 영천시·청도군
- 영천시의 국회의원
- 청도군의 국회의원